# Норт-Коаст
Регіональний округ Норт-Коаст (англ. North Coast) — регіональний округ в Канаді, у провінції Британська Колумбія.

## Населення
За даними перепису 2016 року, регіональний округ нараховував 18133 жителів, показавши скорочення на 3,5%, порівняно з 2011-м роком. Середня густина населення становила 0,9 осіб/км².
З офіційних мов обидвома одночасно володіли 900 жителів, тільки англійською — 17 010, тільки французькою — 5, а 110 — жодною з них. Усього 1,900 осіб вважали рідною мовою не одну з офіційних, з них 240 — одну з корінних мов, а 25 — українську.
Працездатне населення становило 66,7% усього населення, рівень безробіття — 12,3% (14% серед чоловіків та 10,4% серед жінок). 86,8% були найманими працівниками, 10,8% — самозайнятими.
Середній дохід на особу становив $41 963 (медіана $31 541), при цьому для чоловіків — $49 204, а для жінок $34 500 (медіани — $36 382 та $27 785 відповідно).
30,1% мешканців мали закінчену шкільну освіту, не мали закінченої шкільної освіти — 28,5%, 41,4% мали післяшкільну освіту, з яких 26,4% мали диплом бакалавра, або вищий, 30 осіб мали вчений ступінь.
| Статево-вікова структура населення | Статево-вікова структура населення | Статево-вікова структура населення | Статево-вікова структура населення | Статево-вікова структура населення |
| ---------------------------------- | ---------------------------------- | ---------------------------------- | ---------------------------------- | ---------------------------------- |
|                                    |                                    |                                    |                                    |                                    |
| Всього                             | Всього                             | 50,6%49,4%                         |                                    |                                    |
| 0 — 14 років                       | 0 — 14 років                       |                                    | 18,1%                              | 18,1%                              |
| 15 — 64 років                      | 15 — 64 років                      |                                    | 67,1%                              | 67,1%                              |
| 65 і більше                        | 65 і більше                        |                                    | 14,8%                              | 14,8%                              |
| 85 і більше                        | 85 і більше                        |                                    | 1,4%                               | 1,4%                               |
| 100 і більше                       | 100 і більше                       |                                    | 0%                                 | 0%                                 |
| Середній вік (років)               | Середній вік (років)               | 40,240,1                           | 40,1                               | 40,1                               |
| Медіана (років)                    | Медіана (років)                    | 41,741,2                           | 41,4                               | 41,4                               |
| — чоловіки — жінки                 |                                    |                                    |                                    |                                    |

| Походження мешканців:     | Походження мешканців:     | Походження мешканців: | Походження мешканців: | Походження мешканців: |
| ------------------------- | ------------------------- | --------------------- | --------------------- | --------------------- |
| Походження                |                           |                       | осіб                  | %                     |
| Корінні американці        | Корінні американці        |                       | 7 610                 | 42.51%                |
| Інше північноамериканське | Інше північноамериканське |                       | 3 820                 | 21.34%                |
| Європейське               | Європейське               |                       | 9 360                 | 52.29%                |
| британське                | британське                |                       | 6 280                 | 35.08%                |
| французьке                | французьке                |                       | 1 600                 | 8.94%                 |
| українське                | українське                |                       | 720                   | 4.02%                 |
| Карибське                 | Карибське                 |                       | 80                    | 0.45%                 |
| Латинськоамериканське     | Латинськоамериканське     |                       | 60                    | 0.34%                 |
| Африканське               | Африканське               |                       | 70                    | 0.39%                 |
| Азійське                  | Азійське                  |                       | 1 670                 | 9.33%                 |
| Океанійське               | Океанійське               |                       | 85                    | 0.47%                 |

| Зайнятість населення за галузями (за класифікацією NOC): | Зайнятість населення за галузями (за класифікацією NOC): | Зайнятість населення за галузями (за класифікацією NOC): | Зайнятість населення за галузями (за класифікацією NOC): | Зайнятість населення за галузями (за класифікацією NOC): |
| -------------------------------------------------------- | -------------------------------------------------------- | -------------------------------------------------------- | -------------------------------------------------------- | -------------------------------------------------------- |
|                                                          |                                                          |                                                          |                                                          |                                                          |
| Управління                                               | Управління                                               |                                                          | 10%                                                      | 10%                                                      |
| Бізнес, фінанси та адміністрування                       | Бізнес, фінанси та адміністрування                       |                                                          | 11,1%                                                    | 11,1%                                                    |
| Природничі та прикладні науки                            | Природничі та прикладні науки                            |                                                          | 4,1%                                                     | 4,1%                                                     |
| Охорона здоров'я                                         | Охорона здоров'я                                         |                                                          | 4,9%                                                     | 4,9%                                                     |
| Освіта, правозахист, муніципальні та урядові служби      | Освіта, правозахист, муніципальні та урядові служби      |                                                          | 11,4%                                                    | 11,4%                                                    |
| Мистецтво, культура, відпочинок та спорт                 | Мистецтво, культура, відпочинок та спорт                 |                                                          | 2,6%                                                     | 2,6%                                                     |
| Роздрібна торгівля та послуги                            | Роздрібна торгівля та послуги                            |                                                          | 23,1%                                                    | 23,1%                                                    |
| Гуртова торгівля, транспорт та обладнання                | Гуртова торгівля, транспорт та обладнання                |                                                          | 22,3%                                                    | 22,3%                                                    |
| Природні ресурси, сільське господарство                  | Природні ресурси, сільське господарство                  |                                                          | 6,9%                                                     | 6,9%                                                     |
| Виробництво                                              | Виробництво                                              |                                                          | 3,5%                                                     | 3,5%                                                     |

## Населені пункти
До складу регіонального округу входять місто Принс-Руперт (Британська Колумбія), муніципалітет Порт-Едвард, села Порт-Клементс, Квін-Шарлот, Месит, індіанські резервації Массет 1, Долфін-Айленд 1, а також хутори, інші малі населені пункти та розосереджені поселення.

## Клімат
Середня річна температура становить 7,9°C, середня максимальна – 17,3°C, а середня мінімальна – -1,7°C. Середня річна кількість опадів – 1 378 мм.
| Клімат поселення                              | Клімат поселення | Клімат поселення | Клімат поселення | Клімат поселення | Клімат поселення | Клімат поселення | Клімат поселення | Клімат поселення | Клімат поселення | Клімат поселення | Клімат поселення | Клімат поселення | Клімат поселення |
| Показник                                      | Січ.             | Лют.             | Бер.             | Квіт.            | Трав.            | Черв.            | Лип.             | Серп.            | Вер.             | Жовт.            | Лист.            | Груд.            |                  |
| Середній максимум, °C                         | 6,17             | 7,46             | 8,16             | 10,01            | 12,70            | 15,58            | 16,88            | 17,34            | 15,22            | 11,72            | 7,92             | 5,84             |                  |
| Середня температура, °C                       | 2,24             | 3,51             | 4,23             | 6,09             | 8,78             | 11,67            | 14,08            | 14,54            | 12,42            | 8,92             | 5,13             | 3,04             |                  |
| Середній мінімум, °C                          | −1,67            | −0,4             | 0,31             | 2,18             | 4,84             | 7,72             | 11,27            | 11,74            | 9,62             | 6,12             | 2,33             | 0,26             |                  |
| Норма опадів, мм                              | 148              | 113              | 108              | 93               | 75               | 65               | 61               | 78               | 108              | 185              | 177              | 167              |                  |
| Середньомісячна швидкість вітру, м/с          | 6.46             | 5.96             | 5.97             | 5.46             | 5.17             | 4.79             | 4.30             | 4.20             | 4.66             | 5.73             | 6.22             | 6.49             |                  |
| Середньомісячна сонячна радіація, кДж/м²·день | 2239             | 4652             | 8667             | 13809            | 17325            | 18203            | 16876            | 14559            | 10190            | 5550             | 2895             | 1731             |                  |
| --------------------------------------------- | ---------------- | ---------------- | ---------------- | ---------------- | ---------------- | ---------------- | ---------------- | ---------------- | ---------------- | ---------------- | ---------------- | ---------------- | ---------------- |
| Джерело:                                      |                  |                  |                  |                  |                  |                  |                  |                  |                  |                  |                  |                  |                  |